# Lee Ya-hsin
Lee Ya-hsin (chinesisch 李亚新, Pinyin Lǐ Yahsin; * 10. April 2001) ist eine taiwanische Tennisspielerin.

## Karriere
Lee spielt hauptsächlich Turniere auf der ITF Women’s World Tennis Tour, bei der sie bislang 13 Doppeltitel gewinnen konnte.
Ihr erstes Turnier auf der WTA Challenger Series spielte Lee 2015, als sie mit Partnerin Pai Ya-yun bei den OEC Taipei WTA Challenger antrat. Die Paarung verlor aber bereits ihr Erstrundenmatch gegen Kanae Hisami und Kotomi Takahata klar mit 0:6 und 1:6.
2019 erreichte sie bei den Taipei OEC Open über die Qualifikation das Hauptfeld im Dameneinzel, wo sie in der ersten Runde gegen Dalila Jakupović mit 6:2, 2:6 und 2:6 verlor. Im Doppel verlor sie mit Partnerin Hsu Ching-wen gegen Natela Dsalamidse und Kamilla Rachimowa ebenfalls bereits in der ersten Runde mit 4:6 und 3:6.
Anfang 2022 konnte sie mit Partnerin Lee Pei-chi im Februar und März ihre ersten beiden Titel auf der ITF Women’s World Tennis Tour gewinnen. Im September und Oktober folgten dann weitere fünf Titel mit Tsao Chia-yi.
Im Jahr 2022 spielte Lee erstmals für die taiwanische Billie-Jean-King-Cup-Mannschaft; ihre Billie-Jean-King-Cup-Bilanz weist bislang 3 Siege bei keiner Niederlage aus.

## Turniersiege

### Doppel
| Nr. | Datum              | Turnier             | Kategorie | Belag     | Partnerin    | Finalgegnerinnen                   | Ergebnis          |
| --- | ------------------ | ------------------- | --------- | --------- | ------------ | ---------------------------------- | ----------------- |
| 1.  | 19. Februar 2022   | Scharm asch-Schaich | ITF W15   | Hartplatz | Lee Pei-chi  | Laura Hietaranta Michaela Laki     | 6:2, 3:6, [10:7]  |
| 2.  | 5. März 2022       | Scharm asch-Schaich | ITF W15   | Hartplatz | Lee Pei-chi  | Polina Jazenko Darja Schauha       | 6:3, 6:0          |
| 3.  | 17. September 2022 | Monastir            | ITF W15   | Hartplatz | Tsao Chia-yi | Emilia Durska Camilla Zanolini     | 7:66, 6:4         |
| 4.  | 24. September 2022 | Monastir            | ITF W15   | Hartplatz | Tsao Chia-yi | Abigail Amos Jaeda Daniel          | 6:0, 6:1          |
| 5.  | 8. Oktober 2022    | Monastir            | ITF W15   | Hartplatz | Tsao Chia-yi | Priska Madelyn Nugroho Wei Sijia   | 1:6, 6:1, [10:3]  |
| 6.  | 15. Oktober 2022   | Monastir            | ITF W15   | Hartplatz | Tsao Chia-yi | Flavie Brugnone Stéphanie Visscher | 6:4, 6:0          |
| 7.  | 22. Oktober 2022   | Monastir            | ITF W15   | Hartplatz | Tsao Chia-yi | Hanne Vandewinkel Radka Zelníčková | 6:2, 6:4          |
| 8.  | 4. Februar 2023    | Monastir            | ITF W15   | Hartplatz | Yang Yidi    | Nadine Keller Tsao Chia-yi         | 2:6, 6:3, [15:13] |
| 9.  | 18. Februar 2023   | Monastir            | ITF W15   | Hartplatz | Liu Fangzhou | Fernanda Labraña Elena Milovanović | 6:3, 7:612        |
| 10. | 2. März 2024       | Nakhon Si Thammarat | ITF W15   | Hartplatz | Wong Hong-yi | Yao Xinxin Zheng Wushuang          | 6:3, 7:5          |
| 11. | 24. August 2024    | Kunshan             | ITF W35   | Hartplatz | Wong Hong-yi | Li Yu-yun Yao Xinxin               | 6:1, 6:4          |
| 12. | 21. September 2024 | Fuzhou              | ITF W50   | Hartplatz | Lin Fang-an  | Cho I-hsuan Cho Yi-tsen            | 6:3, 6:4          |
| 13. | 28. September 2024 | Yeongwol            | ITF W15   | Hartplatz | Lin Fang-an  | Jeong Su-nam Ye Qiuyu              | 6:4, 6:76, [10:6] |